# Ameromyia pubiventris
Ameromyia pubiventris är en insektsart som först beskrevs av Walker 1860.  Ameromyia pubiventris ingår i släktet Ameromyia och familjen myrlejonsländor. Inga underarter finns listade i Catalogue of Life.